# Wardha
Wardha – miasto w Indiach, w stanie Maharasztra. W 2011 roku liczyło 106 444 mieszkańców.